# Antonio Flores
Antonio Flores, né Antonio González Flores le 14 novembre 1961 à Madrid et mort le 30 mai 1995 dans la même ville, est un chanteur, compositeur de pop-rock et acteur espagnol.
Il est le fils de Antonio González El Pescaílla et de Lola Flores. Il est le frère des actrices et chanteuses Lolita Flores et Rosario Flores. Il meurt d'une overdose de somnifères et d'alcool à Madrid, considéré comme un suicide.

## Discographie
- 1980: Antonio
- 1981: Al caer el sol
- 1988: Gran vía
- 1994: Cosas mías ESP: 5x Platino (500 000 copies)
- 1995: Antonio Flores en concierto

### Anthologies
- 1994: Lo mejor de Antonio
- 1995: Una historia de amor interrumpida
- 1996: Antología ESP: Platino (100 000 copies)
- 1999: Arriba los corazones ESP: Oro (50 000 copies)
- 2002: Para Antonio Flores: Cosas tuyas
- 2005: 10 años: La leyenda de un artista ESP: Oro (50 000 copies)
- 2012: Esencial Antonio Flores
- 2015: Cosas Mías 20 Aniversario (2Cds + DVD)

## Filmographie

### En tant qu'acteur
- El Taxi de los conflictos (1969), de Mariano Ozores fils
- Colegas (1980), de Eloy de la Iglesia
- Calé (1986), de Carlos Serrano
- Sangre y arena (1989), de Javier Elorrieta
- La Femme et le Pantin (1992), de Mario Camus (TV)
- Cautivos de la sombra (1993), de Javier Elorrieta
- Chechu y familia

### En tant que réalisateur
- 1985 : Aurora (téléfilm)